# Matrix Renașterea
Matrix Renașterea (în engleză The Matrix Resurrections) este un film științifico-fantastic cyberpunk de acțiune scris și regizat de Lana Wachowski. În rolurile principale au interpretat actorii Keanu Reeves și Carrie-Anne Moss.
A fost produs de studiourile Warner Bros. și a avut premiera la 17 decembrie 2021, fiind distribuit de Warner Bros. Coloana sonoră a fost compusă de Johnny Klimek[*].

## Rezumat
Bugs este o tânără care află că Matrixul rulează un cod vechi într-o buclă, repetând momentul în care Trinity l-a găsit pentru prima dată pe Neo în Matrix. Bugs descoperă un program care îl întruchipează pe Morpheus și îl ajută să-l elibereze din simulare.
Thomas Anderson este creatorul unei serii de jocuri video numită The Matrix, bazată pe amintirile sale vagi ca Neo. La o cafenea, o întâlnește adesea pe Tiffany, o mamă căsătorită care nu își amintește trecutul și după care Anderson s-a inspirat când a creat personajul Trinity. Anderson a creat o simulare numită Modal pentru a dezvolta personaje de joc. Se luptă să separe realitatea percepută de vise, o preocupare cunoscută printre cunoștințele sale. Psihanalistul lui Thomas îi prescrie pastile albastre pe care le ia în fiecare zi pentru a suprima aparițiile, dar el încetează să le mai ia. Între timp, în timp ce Bugs și Morpheus lucrează pentru a-l extrage iar pe Neo din Matrix, partenerul de afaceri al lui Anderson își recapătă amintirile ca agent Smith, fostul dușman al lui Neo.
Neo se trezește într-o capsulă de energie și o observă pe Trinity închisă la fel într-o capsulă din apropiere, înainte de a fi extras în pernopterul lui Bugs Mnemosyne. Neo este dus în orașul uman Io, unde se întâlnește cu Niobe acum mai în vârstă. Ea explică că au trecut șaizeci de ani în lumea reală de când s-a încheiat Războiul Mașinilor și că aliații lui Neo, inclusiv Morpheus original, au decedat de-a lungul timpului. Pacea atinsă prin sacrificiul lui Neo a durat mulți ani, dar numărul mare de oameni care au părăsit Matrixul a creat o lipsă serioasă de energie, determinând mașinile să lupte pentru resursele limitate. Curând după aceea, Zionul a fost vizat pentru a-i face pe oameni din nou sursă de alimentare a mașinilor. Cu toate acestea, această încercare a făcut ca mai multe mașini, care își aminteau de sacrificiul lui Neo și de promisiunea păcii, să se întoarcă împotriva semenilor lor pentru a-i proteja pe oameni. Acest lucru a permis celor mai mulți cetățeni ai Zionului să evadeze. Orașul Io a fost apoi fondat atât de mașini, cât și de oameni care au lucrat împreună de atunci împotriva mașinilor rămase care vor să readucă lucrurile la felul în care erau înainte de război.
Niobe refuză să riște siguranța orașului Io pentru a-l ajuta pe Neo s-o elibereze pe Trinity și îl împiedică să plece. Bugs și colegii ei de echipaj îl eliberează pe Neo și intră în Matrix pentru a o contacta pe Trinity. Ei sunt atacați de Smith și de alte programe exilate, inclusiv de Merovingian, dar Neo și echipajul lui Mnemosyne îi înving când revin abilitățile lui Neo. Grupul pleacă și o găsește pe Trinity, dar înainte ca Neo să poată vorbi cu ea, apare terapeutul său și îl imobilizează manipulând timpul. Se dezvăluie că este Analistul, un program conceput pentru a studia psihicul uman.
Analistul explică că, după moartea lui Neo și a lui Trinity, a vrut să studieze corpul lui Neo și puterile sale anormale ca Cel Unic și și-a convins superiorii să-i învie pe amândoi. El a descoperit că, datorită conexiunii inerente a Celui Unic cu întreaga umanitate din Matrix, manipularea lui Neo ar putea face ca Matrixul să producă mai multă energie. Mai mult, a descoperit că anomalia codului din Neo a fost împărtășită în legătura lui cu Trinity și că, suprimându-le amintirile și ținându-le aproape, dar mereu depărtate, Matrix a generat mult mai multă energie. Rezolvarea crizei energetice a făcut ca Analistul să preia puterea Arhitectului, după care a reconstruit Matrixul pentru a controla oamenii prin manipulare emoțională, susținând că oamenii cred în general ceea ce vor să creadă. Eliberarea lui Neo a destabilizat sistemul și a declanșat un sistem de siguranță pentru a reporni Matrixul, dar Analistul a oprit repornirea convingându-și superiorii că amenințarea uciderii lui Trinity l-ar constrânge pe Neo să se întoarcă în capsula sa.
Neo și Bugs se reîntorc în Io și vorbesc cu Sati, un program în exil pe care Neo l-a întâlnit anterior. Căutând să răzbune moartea părinților ei uciși de Analist, Sati ajută la elaborarea unui plan pentru eliberarea lui Trinity. Înapoi în Matrix, Neo face o înțelegere cu Analistul: se va întoarce în capsula sa dacă nu reușește s-o convingă pe Trinity să părăsească Matrixul. Tiffany își reafirmă identitatea ca Trinity în timp ce vorbește cu Neo. Realizând că a pierdut, Analistul încearcă s-o omoare, dar agentul Smith apare și îl atacă pe Analist, ca răzbunare pentru propria sa închisoare.
Neo, Trinity și ceilalți evadează cu vehiculele lor, urmăriți pe străzi de hoarde de programe bot și elicoptere de atac. Fiind ultimii care au fost extrași din Matrix, Neo și Trinity sunt încolțiți pe un zgârie-nori. Ținându-se de mână, sar și Trinity începe să zboare, ținându-i în siguranță. Cu noul control al lui Trinity asupra Matrixului, ambii se întorc pentru a se confrunta cu Analistul. Ei îi mulțumesc pentru că le-a dat o a doua șansă prin învierea lor, în timp ce își exprimă și disprețul. Neo și Trinity zboară împreună spre cer, făcând planuri pentru de refacere a Matrixului.

## Distribuție
- Keanu Reeves ca Thomas A. Anderson / Neo[5]
- Carrie-Anne Moss ca Trinity[5]
- Yahya Abdul-Mateen II ca Morpheus:[6][7][8] Abdul-Mateen II îl înlocuiește pe Laurence Fishburne, care a interpretat personajul în filmele anterioare.[7][9]
- Jada Pinkett Smith ca Niobe[7]
- Lambert Wilson ca Merovingianul[10][7]
- Daniel Bernhardt ca Agentul Johnson[11][7]

În plus, Jessica Henwick, Jonathan Groff, Neil Patrick Harris, Priyanka Chopra Jonas, Christina Ricci, Telma Hopkins, Eréndira Ibarra, Toby Onwumere, Max Riemelt, Brian J. Smith, Andrew Caldwell și Ellen Hollman au fost distribuiți în alte roluri.